# Blatno (okres Chomutov)
Blatno (německy Platten) je obec s 613 obyvateli v Ústeckém kraji v okrese Chomutov. Vesnice stojí v Krušných horách v nadmořské výšce okolo 660 metrů. Vznikla nejspíše ve čtrnáctém století na panství řádu německých rytířů. Od patnáctého století patřila k chomutovskému a později k červenohrádeckému panství. Po zrušení patrimoniální správy se Blatno stalo samostatnou obcí, ke které byly jako části obce postupně připojeny vesnice Bečov, Hrádečná, Květnov, Mezihoří, Radenov, Šerchov a Zákoutí. V samotném Blatně žije okolo dvou set obyvatel.

## Název
Název vesnice je odvozen ze staročeského přídavného jména blatný ve významu blátivý, ve kterém se po převodu do němčiny změnilo první písmeno na P (Platten). V historických listinách se jméno vyskytuje například ve tvarech: Blatno (1424), na vsi Blatnu (1561), Blattno (1564), ves Platna (1606) nebo Platten (1846).

## Historie
Na konci třináctého století Blatno patřilo k panství řádu německých rytířů z chomutovské komendy. První písemná zmínka o vesnici pochází z roku 1352, ale ve starší literatuře se uvádí chybný letopočet 1344. Blatenská komenda se v písemných pramenech objevuje poprvé až v roce 1402. Osadou procházela obchodní stezka z Chomutova do Saska. V roce 1384 zde stál farní kostel se hřbitovem.
Zdejší komtur Albrech z Dubé na začátku 15. století podnikal loupežné výpravy do širokého okolí, dokud nebyl roku 1404 zbaven úřadu. Němečtí rytíři v té době vedli spory s králem Václavem IV., který jim Blatno zabavil jako úhradu dluhů. V roce 1410 zabavil veškerý majetek řádu v Čechách.
Na začátku husitských válek blatenské posádce velel nejvyšší zemský písař a katolík Mikuláš Chudý z Lobkovic, který měl od ledna 1424 Chomutov i Blatno v zástavě od císaře Zikmunda. Později blatenský hrad dobyl husitský hejtman Jakoubek z Vřesovic a od roku 1437 ho získal do zástavy i s chomutovským panstvím. Blatno potom sdílelo majitele s Chomutovem. Jedním z významných držitelů byl od roku 1455 Jan Calta z Kamenné Hory. Teprve po smrti Jana z Veitmile prodaly jeho sestry Blatno Václavu Hasištejnskému z Lobkovic. Ten sem pozval německé evangelíky, aby dosídlili morem zdecimovanou vesnici.

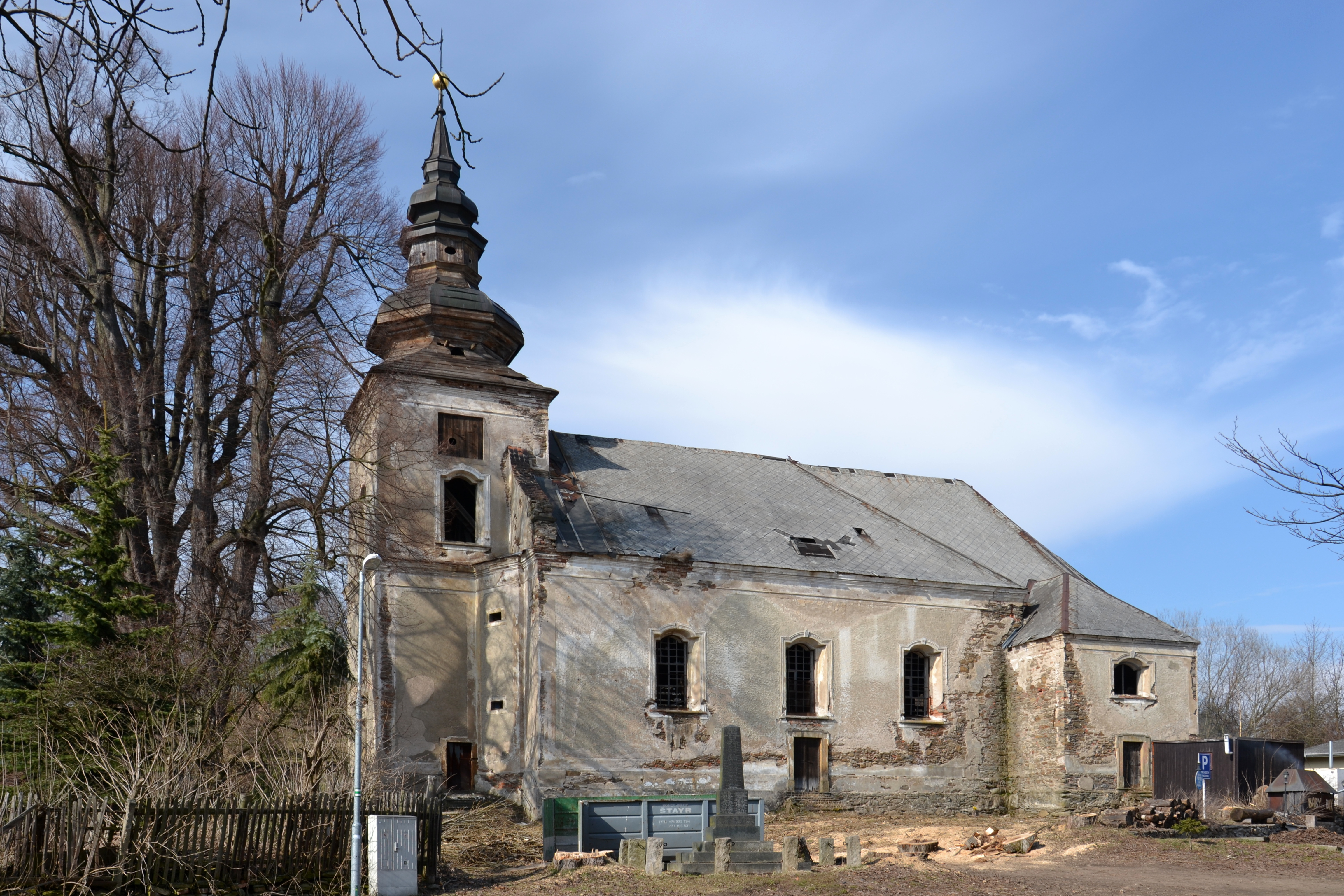
Kostel svatého Michaela archanděla

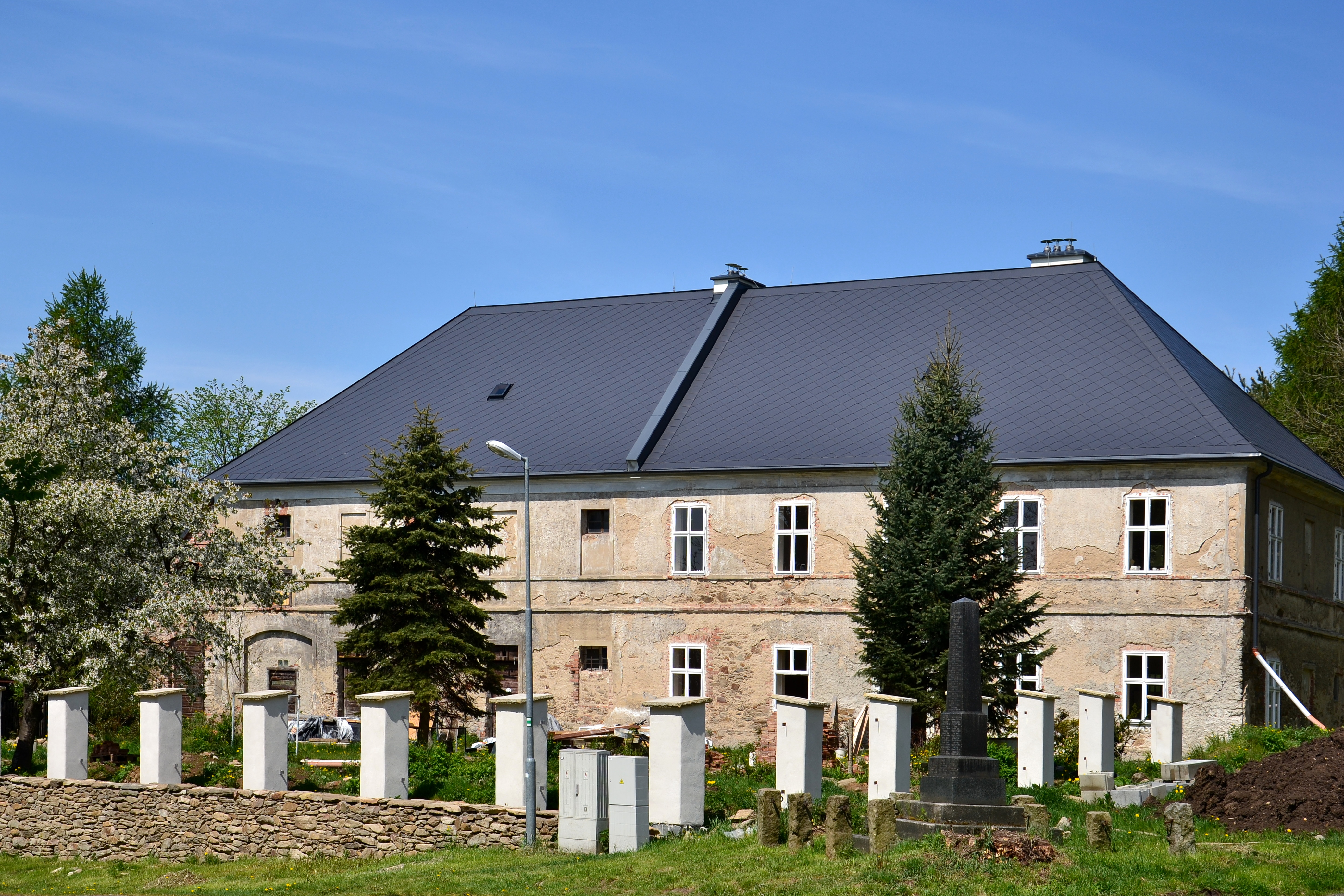
Fara

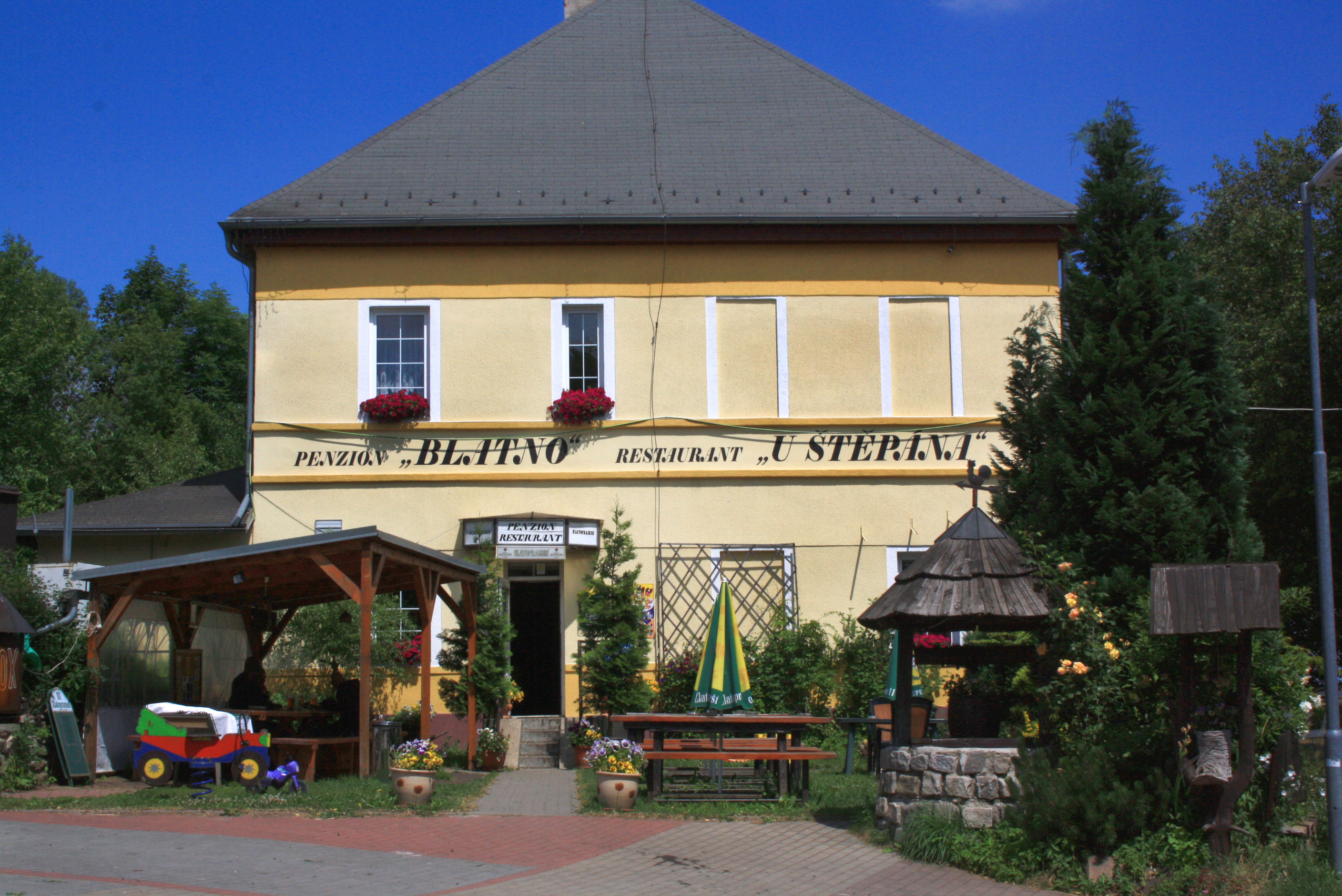
Budova bývalé školy upravená na penzion

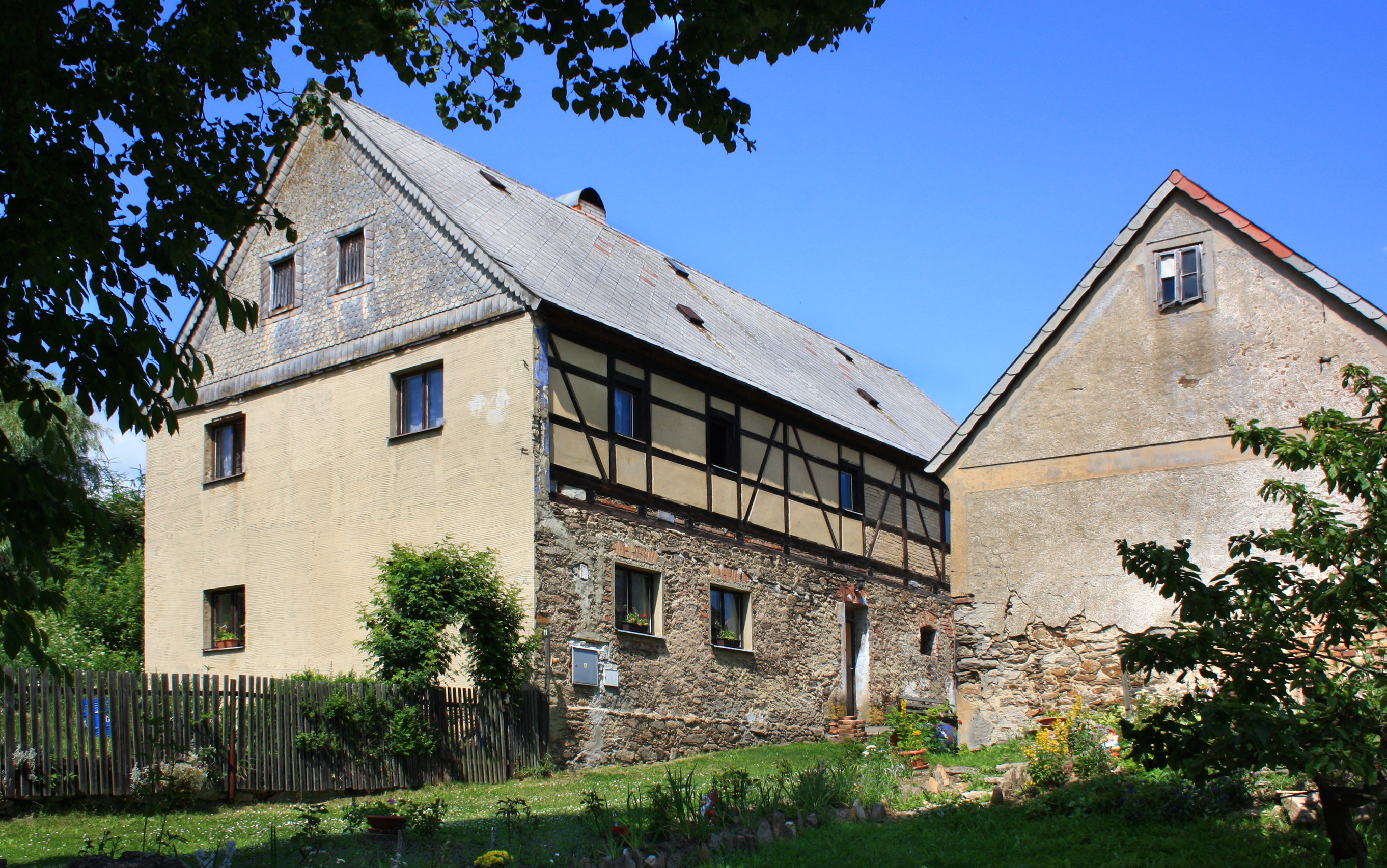
Usedlost v severní části vesnice

Roku 1571 koupil panství Bohuslav Felix Hasištejnský z Lobkovic. Po něm majetek zdědil mladší syn Bohuslav Jáchym Hasištejný z Lobkovic, který kromě jiného i blatenské panství přenechal vzdálenému příbuznému Jiřímu Popelu z Lobkovic. Jiné zdroje uvádí, že Blatno koupil až Bohuslav Jáchym od syna Václava Hasištejnského z Lobkovic. Jiří Popel na panství zahájil proces rekatolizace, během kterého z panství vyhnal evangelické faráře. Po konfiskaci jeho majetku za vystoupení proti císaři Rudolfu II. koupil Blatno s dalšími dvaceti vesnicemi roku 1605 Adam Hrzán z Harasova, a připojil ho k červenohrádeckému panství.
Během třicetileté války bylo okolí často pustošeno vpády švédských vojáků a mnoho zdejších obyvatel při nich bylo zabito. Zkázu dokončil generál Carl Gustav Wrangel se svým vojskem, které vesnici s okolím vydrancovalo tak, že lidé, kteří vpád přežili, později umírali hladem. V roce 1645 bylo Blatno Švédy vypáleno a místní zámek pobořen. Podle Berní ruly z roku 1654 ve vsi po válce zůstávalo 26 pustých chalup. V ostatních žilo pět sedláků, osmnáct chalupníků a tři nádeníci. Sedlákům dohromady patřilo třináct potahů, patnáct krav, šestnáct jalovic, prase a sedm koz. Chudší chalupníci měli celkem šestnáct potahů, 38 krav, 37 jalovic, a sedmnáct koz. Jeden z nich měl navíc hospodu a jiný si vydělával také jako vozka.
V roce 1707 koupil panství kníže Jáchym Ondřej Lichtenštejn, který nechal strhnou ruiny zámku a na základech hradu postavit nový barokní zámek. Po smrti knížete zdědily majetek nejprve jeho manželka a později dcera. Od roku 1771 se novým majitelem stal Alexander Rottenhan, který na zámku zřídil lesnickou školu pod vedením lesmistra Ignáce Ehrenwertha. Navštívil ji i císař Josef II., ale když Ehrenwerth odešel do Prahy, byla škola po dvanácti letech uzavřena.
Roku 1782 byla zahájena stavba nového kostela svatého Michaela, který nahradil starou kapli. Poloha vesnice na významné cestě přes hory se vesnici nevyplatila během napoleonských válek. V roce 1809 ji obsadil oddíl vestfálských vojáků, o rok později museli blatenští odevzdat všechny zlaté a stříbrné předměty z kostela na úhradu válečných nákladů a v roce 1813 opakovaně procházela různá vojska, která způsobila mnoho škod a zavlekla do Blatna nakažlivé nemoci. V roce 1848 vypukl požár, ve kterém shořelo třináct domů a teprve deset let stará budova fary.
Obyvatelé se na konci devatenáctého století živili zemědělstvím, chovem dobytka a výrobou smrkového třísla. V budově hostince se vyráběl sýr. Len se již nepěstoval. Ve vesnici byla pila a mlýn, výrobna šroubů, pět hospod, tři kováři, dva krejčí, čtyři ševci a řada dalších řemeslníků. Kromě nich tu byla pošta, spořitelna a dva obecní domy pro chudé. Vodovod nechala obec postavit v roce 1905 a roku 1929 byla do vesnice zavedena elektřina z kadaňské elektrárny.
K vesnici patří První Dolský Mlýn v Bezručově údolí, kde bývala před rokem 1945 také pila. Ve stejné době ve vsi provozovalo řemeslo pět krejčích, tři ševci, tři kováři, malíř, klempíř, bednář a dva pekaři. Kromě nich tu bylo šest hostinců, dva obchody řeznictví a holič. Po druhé světové válce museli odejít němečtí občané na Lounsko, kde do srpna 1946 pracovali v zemědělství, a teprve potom byli vystěhováni do Německa.

## Přírodní poměry

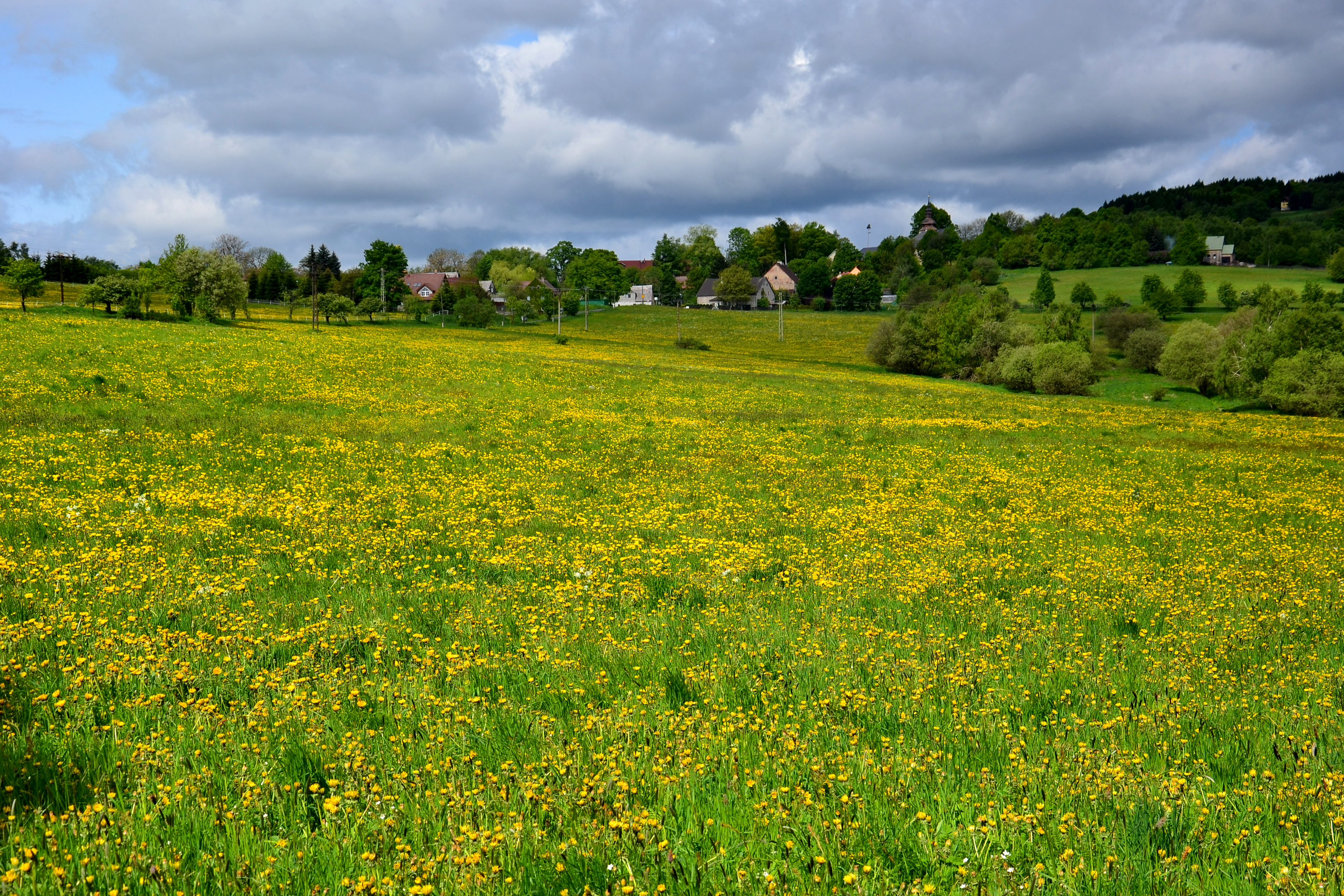
Blatno od východu

Blatno stojí asi sedm kilometrů severozápadně od Chomutova přibližně uprostřed katastrálního území Blatno u Chomutova o rozloze 5,03 km². Celková výměra obce, ke které patří dalších sedm katastrálních území, dosahuje 45,34 km². Sousedními obcemi jsou Kalek na severu, Boleboř na východě, Jirkov na jihovýchodě, Chomutov na jihu, Křimov na jihozápadě a Hora Svatého Šebestiána na západě.
Přibližně tři čtvrtiny celkové rozlohy obce v roce 2016 pokrývaly lesy (1 399 hektarů), vodní plochy (36 hektarů) a ostatní plochy (192 hektarů). Dominantní složkou zemědělské půdy byly trvalé travní porosty s 1 045 hektary. Na ornou půdu připadlo pouze 77 hektarů a na zahrady a ovocné sady dohromady jen třináct hektarů. Koeficient ekologické stability byl 15,28 (podle dat z roku 2015), což území řadí mezi přírodě blízké oblasti s převahou ekologicky stabilních struktur a nízkým využitím krajiny člověkem.
Katastrální území Blatno u Chomutova má přirozenou hranici pouze na severovýchodě, kde ji tvoří tok Malé vody, a na jihu, kde je jí řeka Chomutovka. V geologickém podloží převažují prekambrické horniny zastoupené dvojslídnými a biotitickými rulami, ale do severní části významně zasahují předvariské intruzivní horniny a horniny neznámého stáří, které jsou často deformované a metamorfované. Zastupují je různé druhy metagranitů až metagranodioritů a ortoruly.
V geomorfologickém členění Česka oblast leží v geomorfologickém celku Krušné hory a podcelku Loučenská hornatina. Území severozápadně od silnice Blatno–Radenov se nachází v geomorfologickém okrsku Přísečnická hornatina, ale jižní a východní část spadá do Bolebořské vrchoviny. Nejvyšším bodem je bezejmenná kóta s nadmořskou výškou 794 metrů, odkud terén klesá směrem k jihu do Bezručova údolí, kde se ve výšce asi 440 metrů nachází nejnižší bod. Samotné Blatno stojí ve výškách 635–685 metrů.
Z půdních typů se vyskytuje podzol kambický ve strmých svazích Bezručova údolí a v severní části katastrálního území. Střední části dominuje kambizem dystrická, která se severovýchodně od vesnice mění v údolí Malé vody na glej modální. Významnější vodní toky Chomutovka a Malá voda tečou podél hranic oblasti. Jedinými vodními plochami jsou rybníky přímo ve vesnici a rybník Tři kříže jižně od Květnova. Oblast západně od vesnice a tzv. Staré blatenské cesty se nachází na území přírodního parku Bezručovo údolí a na svahy Bezručova údolí jižně od vesnice zasahuje přírodní památka Bezručovo údolí.

## Obyvatelstvo
Při sčítání lidu v roce 1921 zde žilo 510 obyvatel (z toho 247 mužů), z nichž byli tři Čechoslováci, 506 Němců a jeden cizinec. Kromě jednoho žida a pěti evangelíků patřili k římskokatolické církvi. Podle sčítání lidu z roku 1930 měla vesnice 483 obyvatel: čtrnáct Čechoslováků a 469 Němců. Pět jich bylo členy evangelických církví a ostatní se hlásili k církvi římskokatolické.
| Obec Blatno                                        | Obec Blatno | Obec Blatno | Obec Blatno | Obec Blatno | Obec Blatno | Obec Blatno | Obec Blatno | Obec Blatno | Obec Blatno | Obec Blatno | Obec Blatno | Obec Blatno | Obec Blatno | Obec Blatno | Obec Blatno |
|                                                    | 1869        | 1880        | 1890        | 1900        | 1910        | 1921        | 1930        | 1950        | 1961        | 1970        | 1980        | 1991        | 2001        | 2011        | 2021        |
| -------------------------------------------------- | ----------- | ----------- | ----------- | ----------- | ----------- | ----------- | ----------- | ----------- | ----------- | ----------- | ----------- | ----------- | ----------- | ----------- | ----------- |
| Obyvatelé                                          | 508         | 540         | 559         | 564         | 586         | 638         | 800         | 593         | 642         | 578         | 592         | 555         | 553         | 486         | 595         |
| Místní část Blatno                                 |             |             |             |             |             |             |             |             |             |             |             |             |             |             |             |
| Obyvatelé                                          | 591         | 517         | 520         | 546         | 524         | 510         | 483         | 186         | 211         | 176         | 237         | 176         | 193         | 203         | 249         |
| Domy                                               | 87          | 95          | 95          | 94          | 95          | 94          | 98          | 54          | 117         | 48          | 48          | 48          | 51          | 70          | 81          |
| Data z roku 1961 zahrnují i domy z místních částí. |             |             |             |             |             |             |             |             |             |             |             |             |             |             |             |

## Obecní správa

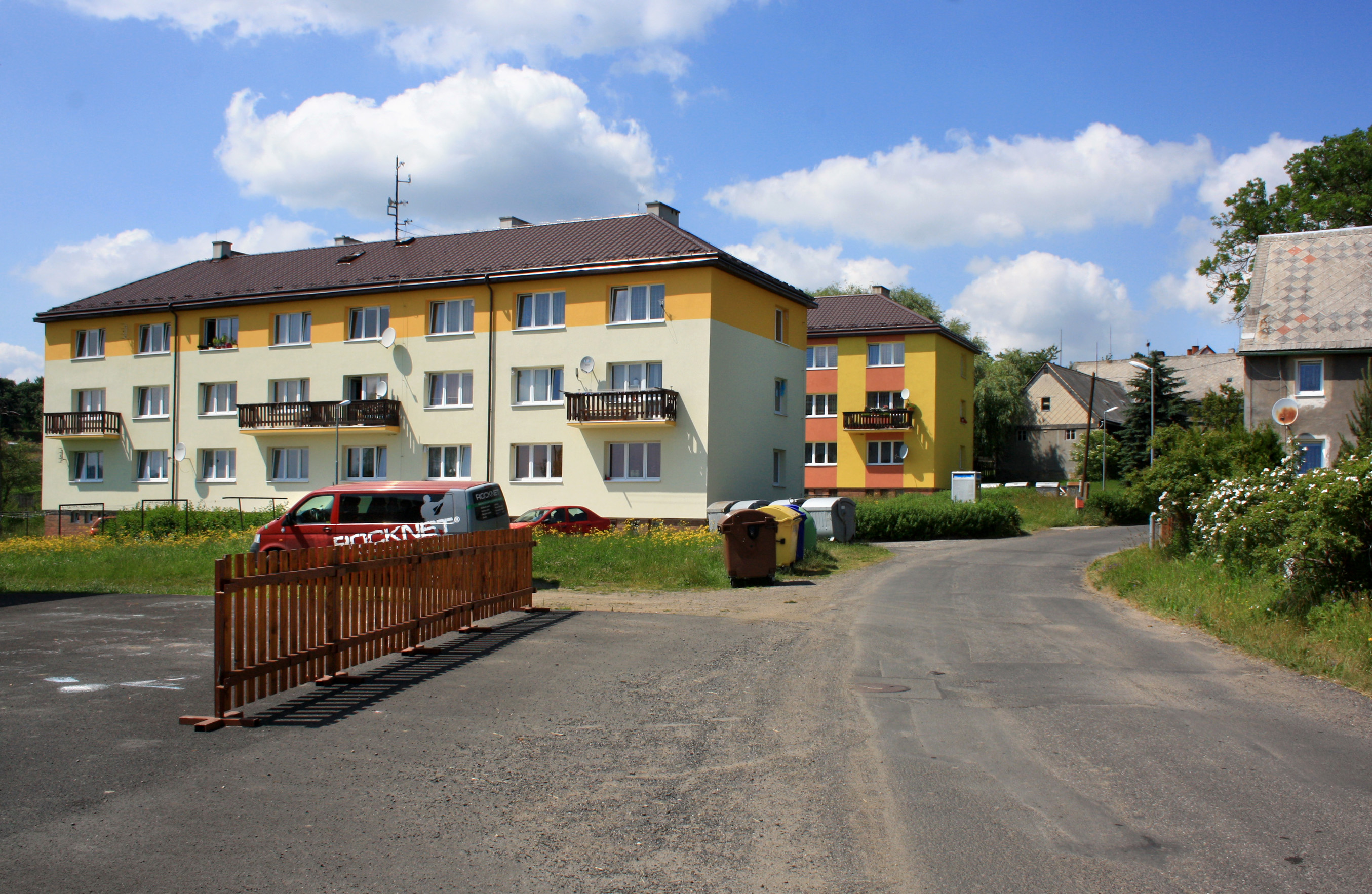
Bytové domy

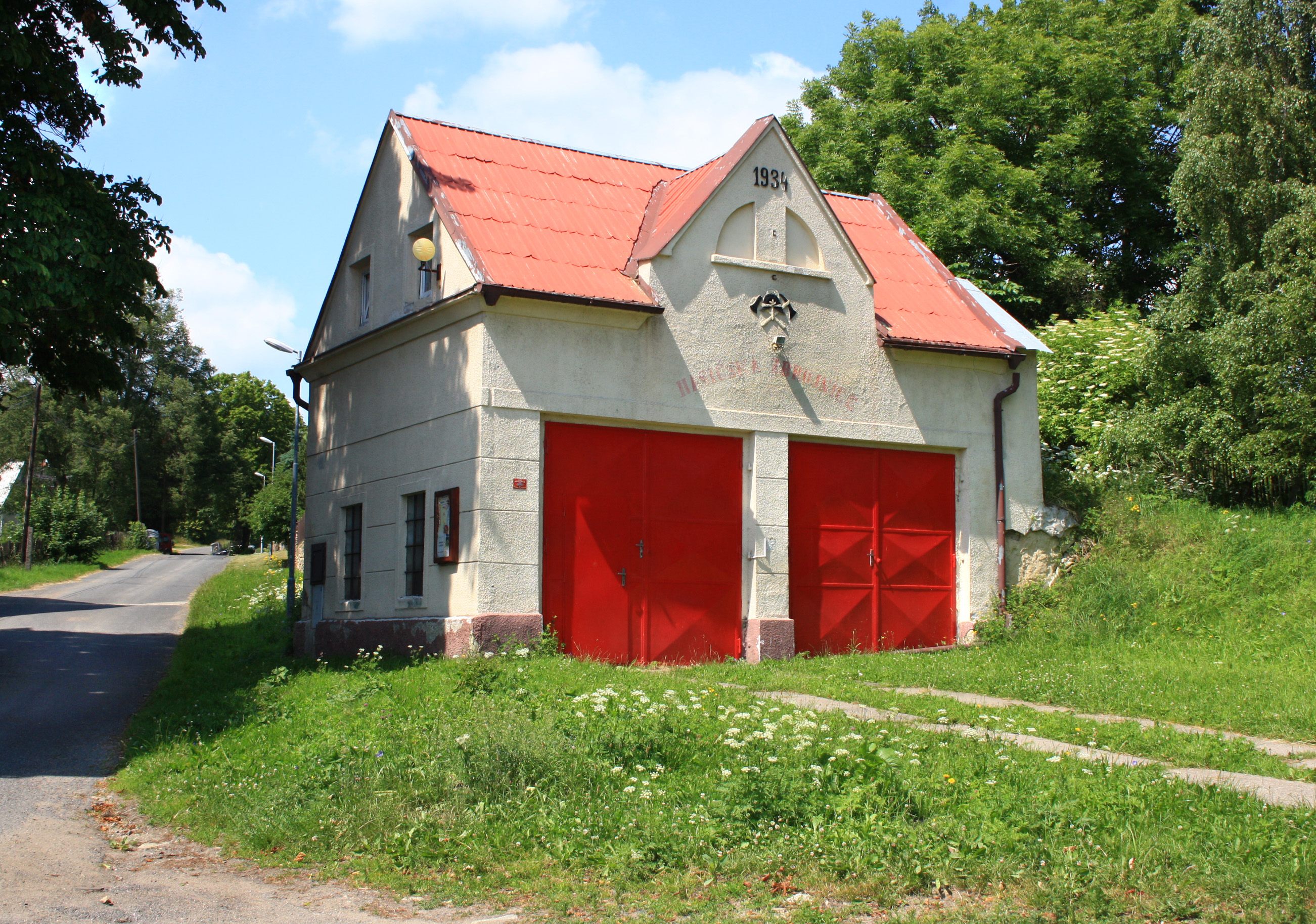
Hasičská zbrojnice

### Správní území a místní části
Blatno je od roku 1850 samostatnou obcí. Leží v Ústeckém kraji v okrese Chomutov a patří k ORP Chomutov. Kromě samotného Blatna k obci patří Bečov, Hrádečná, Květnov, Mezihoří, Radenov, Šerchov a Zákoutí.

### Zastupitelstvo a starosta
Při volbách do obecních zastupitelstev konaných 22. května 1938 v Blatně žilo 320 voličů. Volby však neproběhly, protože kandidátní listinu podala pouze Sudetoněmecká strana, která se tak automaticky stala vítězem voleb.
V místních volbách se volí devět členů obecního zastupitelstva. Ve volbách do obecního zastupitelstva na funkční období 2014–2018 byla volební účast v obci 63,88 %. Pět zvolených zastupitelů bylo členy sdružení PRO venkov, jeden patřil k politické straně SNK Evropští demokraté a zbývající tři byli členy ČSSD. Starostkou se stala Iveta Rabasová Houfová.

## Doprava
Blatnem vedou silnice třetí třídy č. 2521 z Chomutova do Radenova a č. 2524 z Chomutova přes Březenec a Šerchov. S Bečovem vesnici spojuje pouze účelová komunikace. Na jižním okraji vsi stojí zastávka autobusové linkové dopravy. Nejbližší pravidelně obsluhované železniční stanice jsou Chomutov a Chomutov město na trati Ústí nad Labem – Chomutov. Přes vesnici vede zeleně značená turistická trasa z Bezručovo údolí do Hory Svaté Kateřiny a dvě cyklotrasy. Cyklotrasa č. 3079 začíná v Hoře Svatého Šebestiána a pokračuje Bezručovým údolím přes Bečov, Blatno a Boleboř do Rudolic v Horách. Cyklotrasa č. 3077 vede z Chomutova do Kalku.

## Služby
Nejstarší zpráva o blatenské protestantské škole, která zanikla během protireformace pochází z počátku třicetileté války. V roce 1776 vznikla v Blatně první jednotřídní škola. Její budova byla zbořena v roce 1864 a na stejném místě byla postavena nová. V roce 1874 měla tři třídy. Škola byla uzavřena až v polovině osmdesátých let dvacátého století.
Jihovýchodně od Blatna stojí Ranč u Matěje s jezdeckými stájemi, penzionem a dalším rekreačním zázemím.

## Pamětihodnosti

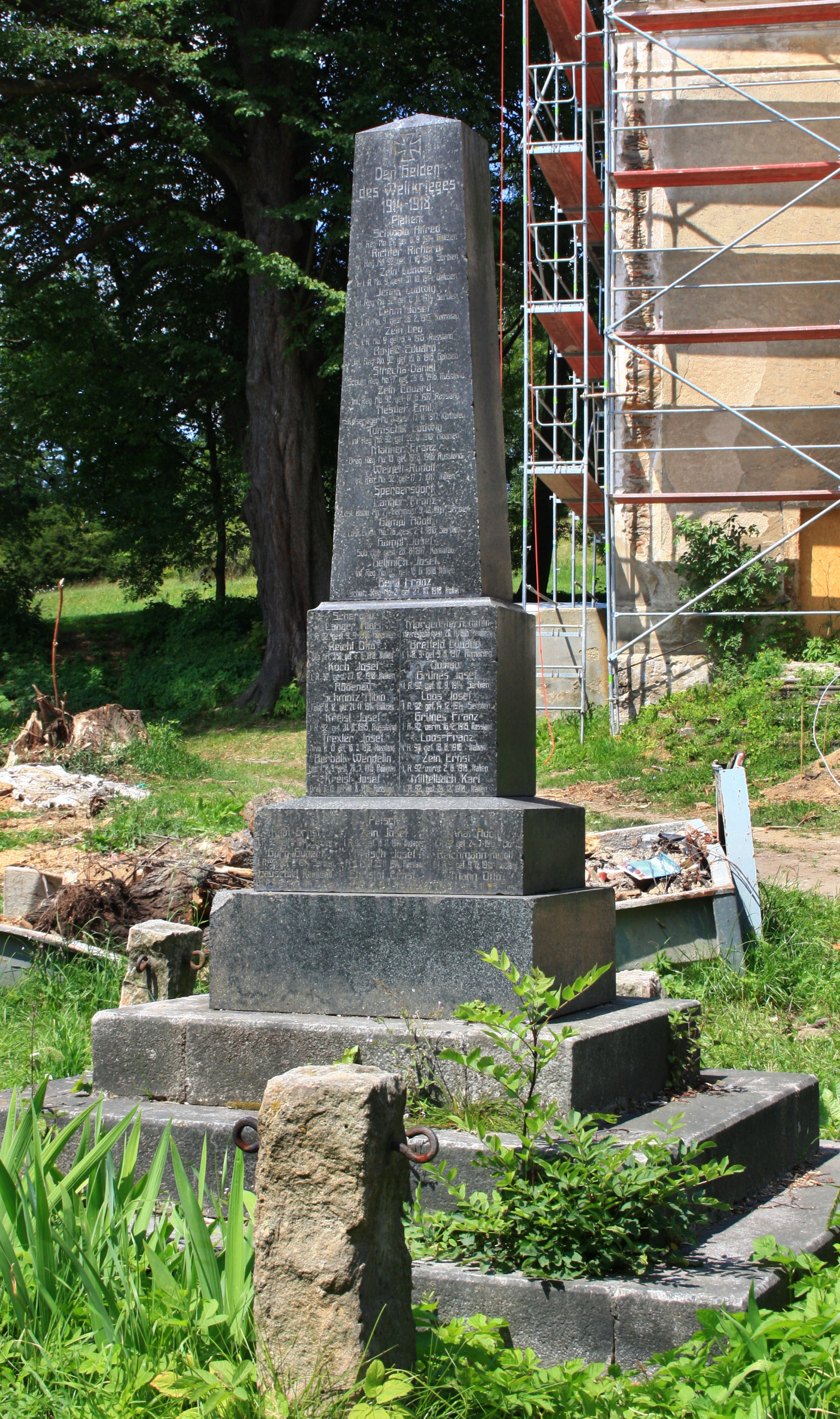
Pomník obětem první světové války u kostela

Dominantou vesnice je barokní kostel svatého Michaela archanděla z roku 1782. V těsném sousedství se nachází také památkově chráněná fara. Naproti kostelu stojí na terénní hraně nad rybníkem blatenský zámek, v jehož zdivu se dochovaly pozůstatky komendy řádu německých rytířů. V zámku sídlí obecní úřad. Naproti domu čp. 50 je kamenný kříž z roku 1739.